# Xenia Georgia Assenza
Xenia Georgia Assenza (* 15. Dezember 1990 in Hamburg) ist eine deutsch-schweizerische Schauspielerin.

## Leben und Karriere
Assenza besuchte in Hamburg die Rudolf-Steiner-Schule und sammelte dort erste Bühnenerfahrungen in Schulaufführungen. Ihre Schauspielausbildung absolvierte sie von 2006 bis 2008 an der European Film Actor School in Zürich. Ihr Filmdebüt gab sie 2008 – damals noch unter dem Namen Xenia Heutling – im Kurzfilm Unterm Strich Null. 2011 folgte Assenzas erste größere Rolle im Sat.1-Fernsehfilm Die Verführung – Das fremde Mädchen, in dem sie an der Seite von Christoph M. Ohrt und Bettina Zimmermann die Figur „Maniche“ verkörperte.
Assenza wirkte anschließend in zahlreichen Film- und Fernsehproduktionen mit und übernahm Rollen in bekannten TV-Serien wie Wilsberg, Lena Fauch, Der Kriminalist und Schnell ermittelt. 2013 trat sie im Hollywood-Thriller Inside Wikileaks – Die fünfte Gewalt auf, gefolgt von Rollen in den Kinofilmen Das finstere Tal (2014), sowie im ARD-Märchenfilm Siebenschön, in dem sie 2014 die Titelrolle verkörperte. Es folgten Rollen in Tschick (2016) und die Hauptrolle Eliana in Snowflake (2017), der beim Lund International Fantastic Film Festival ausgezeichnet wurde. Außerdem spielte sie in international preisgekrönten Projekten wie dem mehrfach Oscar-nominierten Film Tár und dem mehrfach ausgezeichneten Drama Das finstere Tal.
In den 2020er Jahren spielte sie unter anderem im Kinofilm Faking Bullshit (2020) sowie in Der junge Häuptling Winnetou (2022). Im Jahr 2023 spielte sie in der 100. Folge der ZDF-Reihe Inga Lindström: Einfach nur Liebe eine der beiden Hauptfiguren eines lesbischen Liebespaars.
Im Jahr 2024 folgten weitere Fernsehauftritte, darunter in SOKO Leipzig und der TV-Filmreihe Ein starkes Team (Tod im Treppenhaus). Anfang 2025 war sie im Spielfilm Haps – Crime Doesn’t Pay im Kino zu sehen.
Neben Film und Fernsehen gab Xenia Assenza im August 2024 ihr Theaterdebüt an der Seite von Ilja Baumeier als Tänzerin Kleopha im Historiendrama Zünder – Dornach im 1. Weltkrieg, das am Goetheanum in Dornach uraufgeführt wurde.

## Privates
Assenza ist mit dem Schauspieler, Regisseur und Produzenten Ilja Baumeier verheiratet.

## Filmografie (Auswahl)
- 2008: Alles wegen des Hundes (Kurzfilm)
- 2008: Unterm Strich Null (Kurzfilm)
- 2009: Allein unter Schülern (Fernsehfilm)
- 2010: Unser Charly Folge Schlaflos in Potsdam (Fernsehserie, Episodenrolle)
- 2010: SOKO Wien Folge Gegen den Strom (Krimiserie, Episodenrolle)
- 2010: Der Kriminalist Folge Tod gegen Liebe (Krimiserie, Episodenrolle)
- 2010: Die Bergwacht Folge Spurlos verschwunden (Fernsehserie, Episodenrolle)
- 2010: Bäumchensetzen (Kurzfilm)
- 2010: Schnell ermittelt Folge Gordana Hannbaum (Fernsehserie, Episodenrolle)
- 2011: Die Verführung – Das fremde Mädchen (Fernsehfilm)
- 2011: Isenhart – Die Jagd nach dem Seelenfänger (Fernsehfilm)
- 2011: World Express – Atemlos durch Mexiko (Fernsehfilm)
- 2011: Gräfin von Teschen (Historische Dokumentation)
- 2011: Scharfe Hunde (Serien Pilot)
- 2012: Die Rache der Wanderhure (Fernsehfilm)
- 2012: Wilsberg: Treuetest (Krimiserie, Episodenrolle)
- 2013: Inside Wikileaks – Die fünfte Gewalt (Kinospielfilm, Tagesrolle)
- 2013: Alles Klara Folge Zur Strecke gebracht (Fernsehserie, Episodenrolle)
- 2013: SOKO Wien Folge Bis der Vorhang fällt (Krimiserie, Episodenrolle)
- 2013: Lena Fauch Folge Gefährliches Schweigen (Fernsehserie, Episodenrolle)
- 2013: IK1 – Touristen in Gefahr Folge Malaysia (Fernsehserie, Episodenrolle)
- 2013: Doc meets Dorf (Fernsehserie) Folge Der Tag, an dem die Welt stehenblieb (Fernsehserie, Episodenrolle)
- 2014: Das finstere Tal (Kinospielfilm)
- 2014: Ein Fall von Liebe Folge K.o.-Tropfen (Fernsehserie, Episodenrolle)
- 2014: Der Lehrer Folge Kann ich hier mobben? (Fernsehserie, Episodenrolle)
- 2014: Sechs auf einen Streich – Siebenschön (Fernsehfilm)
- 2015: SOKO Leipzig Folge Aus bestem Hause (Fernsehserie, Episodenrolle)
- 2015: Rosamunde Pilcher – Argentinischer Tango (Fernsehfilm)
- 2016: Tschick (Kinospielfilm)
- 2016: Backstory (Kurzfilm)
- 2016: In the Ruins (Kurzfilm)
- 2017: In aller Freundschaft – Die jungen Ärzte Folge Mit allen Mitteln (Fernsehserie, Episodenrolle)
- 2017: Schneeflöckchen (Kinospielfilm)
- 2018: Heldt Folge Döner mit Biss (Fernsehserie, Episodenrolle)
- 2018: Der Staatsanwalt Folge Eine perfekte Familie (Fernsehserie, Episodenrolle)
- 2018: Ronny & Klaid – Regie Erkan Acar (Kinospielfilm)
- 2020: Faking Bullshit (Kinospielfilm)
- 2021: Hexenjagd (Kinospielfilm)
- 2022: Der junge Häuptling Winnetou (Kinospielfilm)
- 2023: Inga Lindström: Einfach nur Liebe (Fernsehreihe)
- 2024: SOKO Leipzig Folge Unter die Haut (Fernsehserie, Episodenrolle)